# بريدجيت جونز
بريدجيت جونز (بالإنجليزية: Bridget Jones)‏ هي أكاديمية بريطانية، ولدت في 20 نوفمبر 1935 في لندن في المملكة المتحدة، وتوفيت في 4 أبريل 2000 في أكسفورد في المملكة المتحدة بسبب سرطان.